# Grimeton
Grimeton (uttalas 'gri'mmetånn) är en småort i Grimetons socken i Varbergs kommun, Hallands län. Orten är känd för världsarvet Radiostationen i Grimeton, ultralångvågssändaren som invigdes av Gustaf V den 2 juli 1925.
Grimetons kyrkby med Grimetons kyrka ligger en kilometer sydost om Grimeton och klassades 1995 som en separat småort.

## Historia
Broåsens gravfält ligger i utkanten av småorten. Mellan åren 1911 och 1961 låg en järnvägsstation för Varberg-Ätrans Järnväg (WbÄJ) i Grimeton.

## Idrott
Grimeton IK är en fotbollsklubb, men har även gymnastik på programmet. Grimetons A-lag på herrsidan ligger i division 5 sedan en längre tid. Grimeton har också ett damlag tillsammans med Rolfstorp och Skällinge. GIK spelar sina hemmamatcher på Grimtunet som ligger bredvid radiostationen. GIK skapades 1944 och Grimeton hade under en tid tre fotbollsklubbar nämligen IFK Grimeton, Skogens FF och Grimeton IK.

## Kända personer ifrån orten
- Henrik Dahl, fotbollsspelare.
- Ingela Strandberg, poet, författare.

## Bilder

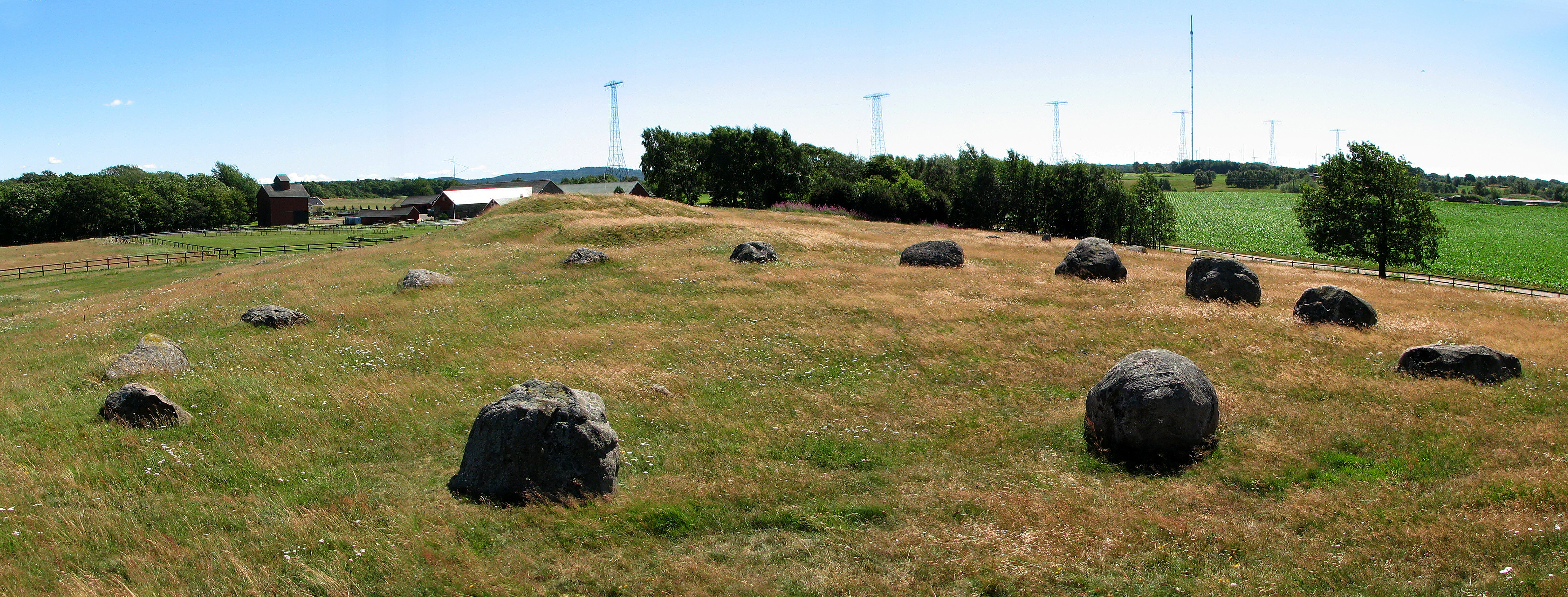
Broåsens gravfält just söder om Grimeton och radiostationen i bakgrunden.
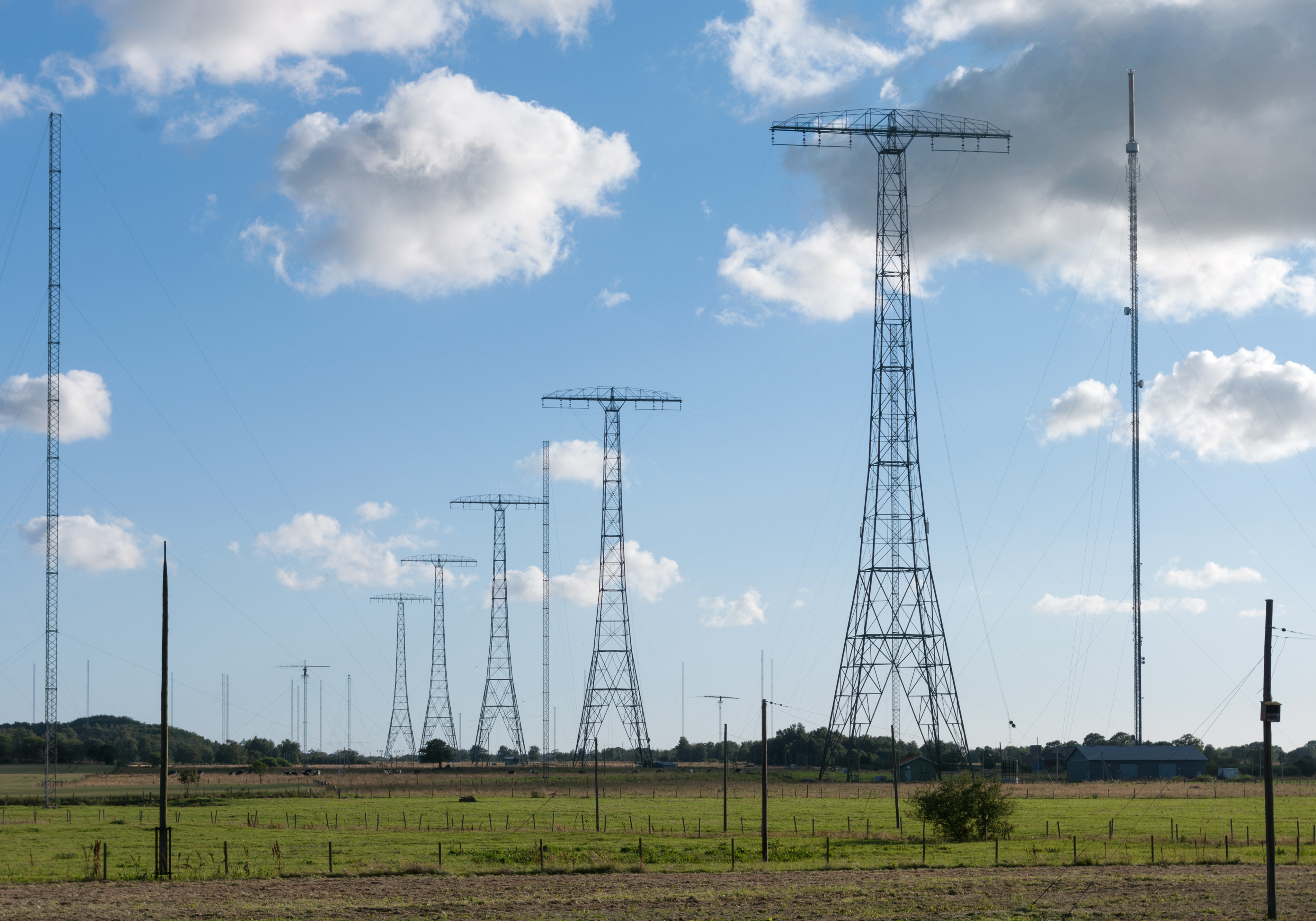
Radiomasterna vid Grimetons radiostation.
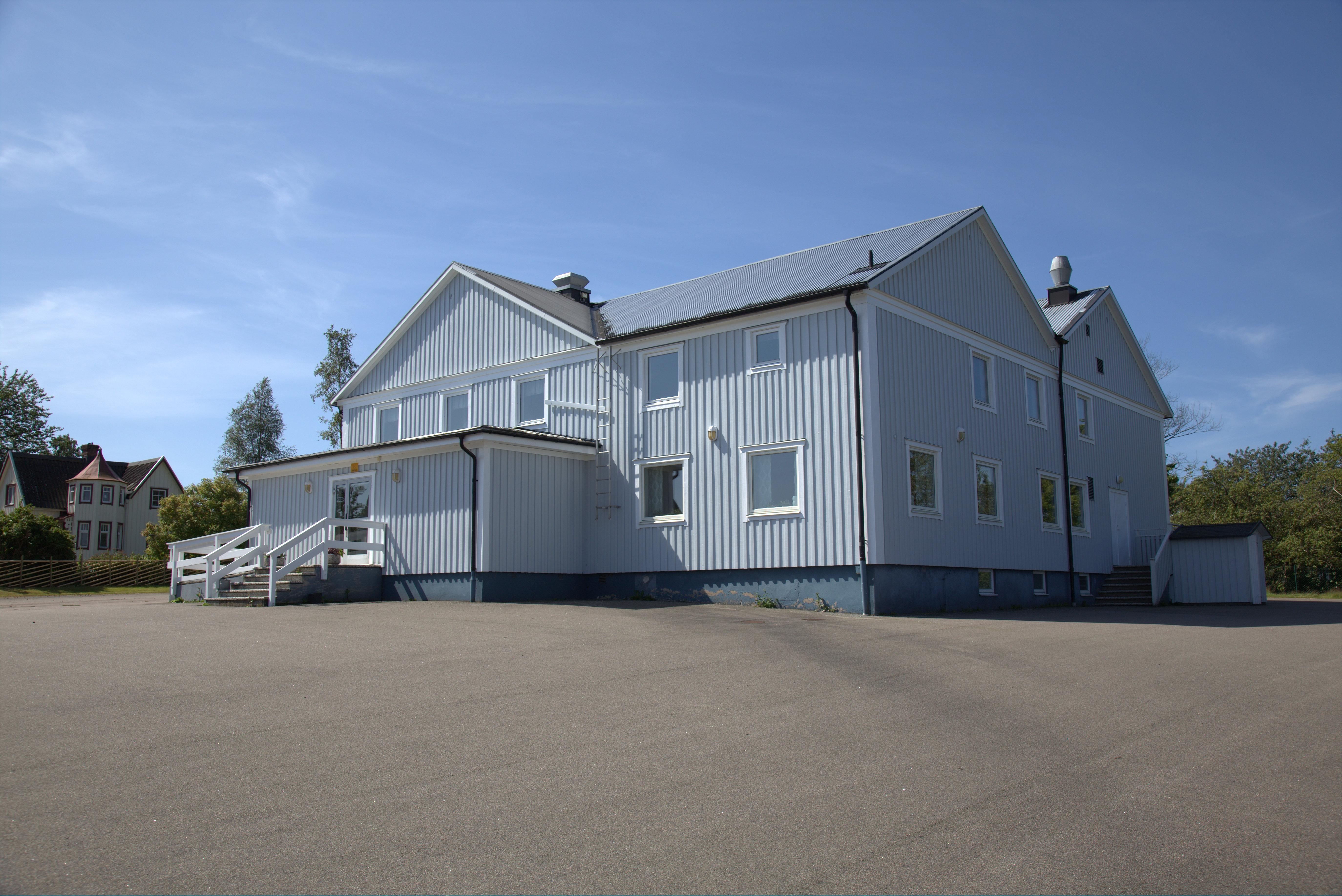
Grimetons bygdegård.